# Jämtlands läns valkrets
Jämtlands läns valkrets är en av valkretsarna vid val till den svenska riksdagen.

## Mandatantal
Valkretsen har vid samtliga val 1970–2006 haft fem fasta mandat men sedan valet 2010 har antalet mandat sänkts till fyra. 
| 1970 | 1973 | 1976 | 1979 | 1982 | 1985 | 1988 | 1991 | 1994 | 1998 | 2002 | 2006 | 2010 | 2014 | 2018 |
| ---- | ---- | ---- | ---- | ---- | ---- | ---- | ---- | ---- | ---- | ---- | ---- | ---- | ---- | ---- |
| 5    | 5    | 5    | 5    | 5    | 5    | 5    | 5    | 5    | 5    | 5    | 5    | 4    | 4    | 4    |

## Ledamöter i enkammarriksdagen (listan ej komplett)

### 1971–1973
- Nils G. Åsling, c
- Sven Lindberg, s
- Birger Nilsson, s
- Valfrid Wikner, s

### 1974–1975/76
- Nils G. Åsling, c
- Sven Lindberg, s
- Birger Nilsson, s
- Valfrid Wikner, s

### 1976/77–1978/79
- Nils G. Åsling, c
- Sven Lindberg, s
- Birger Nilsson, s
- Marianne Stålberg, s

### 1979/80–1981/82
- Nils G. Åsling, c
- Sven Lindberg, s (1979/80–1980/81)
- Margareta Winberg, s (1980/81–1981/82)

### 1982/83–1984/85
- Nils G. Åsling, c
- Margareta Winberg, s

### 1985/86–1987/88
- Nils G. Åsling, c
- Margareta Winberg, s

### 1988/89–1990/91
- Margareta Winberg, s

### 1991/92–1993/94
- Berit Andnor, s
- Rune Berglund, s (1991)
- Erik Arthur Egervärn c
- Margareta Winberg, s

### 1994/95–1997/98
- Ola Sundell, m
- Erik Arthur Egervärn c
- Berit Andnor, s
- Rune Berglund, s
- Margareta Winberg, s
  - Jörgen Persson, s (statsrådsersättare 1994–1998)
  - Mona Nyberg, s (ersättare januari–maj 1998)

### 1998/99–2001/02
- Erik Arthur Egervärn, c[3]
- Ola Sundell, m[3]
- Rune Berglund, s[3]
- Margareta Winberg, s[3] (statsråd)
  - Berit Andnor, s (ersättare för Margareta Winberg)
- Camilla Sköld (från 1999 Camilla Sköld Jansson), v[3]

### 2002/03–2005/06
- Håkan Larsson, c[4]
- Ola Sundell, m[4]
- Berit Andnor, s[4] (statsråd 2002–2006)
  - Marie Nordén, s (statsrådsersättare 2002–2006)
- Rune Berglund, s[4]
- Margareta Winberg, s[4] (statsråd 2002–2003)
  - Gunnar Sandberg, s (ersättare för Margareta Winberg 2002–2003, ledamot 2003–2006)
- Camilla Sköld Jansson, v[4]

### 2006/07–2009/10
- Per Åsling, c[5]
- Ola Sundell, m[5]
- Berit Andnor, s[5]
- Marie Nordén, s[5]
- Gunnar Sandberg, s[5]

### 2010/11–2013/14
- Per Åsling, C[6]
- Saila Quicklund, M[6]
- Marie Nordén, S[6]
- Gunnar Sandberg, S[6]

### 2014/15–2017/18
- Per Åsling, C[7]
- Saila Quicklund, M[7]
- Kalle Olsson, S[7]
- Anna-Caren Sätherberg, S[7]

### 2018/19–2021/22
- Per Åsling, C[8]
  - Hanna Wagenius, C (ersättare för Per Åsling 4/4–6/5 2022)
- Saila Quicklund, M[8]
- Kalle Olsson, S[8]
  - Maria Jacobsson, S (ersättare för Kalle Olsson 13/12 2018–13/1 2019)
- Anna-Caren Sätherberg, S[8] (statsråd från 30/11 2021)
  - Anders Frimert, S (ersättare för Anna-Caren Sätherberg från 30/11 2021)
- Cassandra Sundin, SD[8]

### 2022/23–2025/26
- Saila Quicklund, M[9]
- Kalle Olsson, S[9]
- Anna-Caren Sätherberg, S[9]
- Josef Fransson, SD[9]

## Första kammaren
Vid tvåkammarriksdagens tillkomst 1867 var Jämtlands läns valkrets en egen valkrets i första kammaren. Antalet mandat var från början två, men höjdes till tre år 1886. Från och med förstakammarvalet 1921 ingick länet i Västernorrlands läns och Jämtlands läns valkrets. I september 1911 hölls för första gången val med den proportionella valmetoden. I november 1911 hölls val igen (Förstakammarvalet i Sverige 1911) efter första kammarens upplösning av kungen, och de ledamöter valda i septembervalet är inte med i den här listan.

### Riksdagsledamöter i första kammaren

#### 1867–1911 (successivt förnyade mandat)
- Axel Bennich, FK:s min 1867–1872 (1867–1884)
  - Casimir Lewenhaupt (1885–1893)
    - Hugo Tamm, min 1894–1904, mod 1905–1907 (1894–1907)
      - Göran Skytte, mod (1908–1911)

- Gustaf Lagercrantz (1867)
  - Gustaf Asplund (1868–1882)
    - Niklas Biesèrt (1883–1891)
      - Isidor von Stapelmohr, min (1892–1899)
        - Knut Sparre (1900–1902)
          - Olof Björklund, min 1903–1904, mod 1905–1911 (1903–1911)

- Erik Magnus Grenholm (1886–1888)
  - Julius Roman, min (1889–1896)
    - Robert von Kræmer, min (1897–13/3 1903)
      - Isidor von Stapelmohr, min 1903–1904, mod 1905–1911 (15/4 1903–1911)

#### 1912–1917
- Isidor von Stapelmohr, n (1912–1915)
  - Ulrik Holm, n (1916–1917)
- Gottfrid Roman, lib s
- Carl Sehlin, lib s (1912–1913)
  - John Östling, lib s (1914–1917)

#### 1918–lagtima riksdagen 1919
- Anders Olof Frändén, n
- Carl von Essen, lib s
- Per Welander, lib s

#### Urtima riksdagen 1919–1921
- Anders Olof Frändén, n
- Johan Johansson, lib s
- Johan Olofsson, lib s

## Andra kammaren
Jämtlands läns valkrets var även en valkrets till andra kammaren under perioden 1922–1970. Fram till 1921 var länet däremot indelat i olika valkretsar, under perioden med majoritetsval 1866–1911 i kretsar med ett mandat vardera. 
I andrakammarvalet 1866 var landsbygden uppdelad på två valkretsar, Norra Jämtlands domsagas valkrets och Södra Jämtlands domsagas valkrets. Redan i valet 1869 delades dock den norra valkretsen upp i Hammerdals, Lits och Offerdals tingslags valkrets och Ragunda, Revsunds, Brunflo och Rödöns tingslags valkrets. 
Inför 1881 års andrakammarval avskaffades samtliga tidigare valkretsar och landsbygden delades in i fyra nya: Jämtlands norra domsagas valkrets, Jämtlands västra domsagas valkrets, Jämtlands östra domsagas valkrets samt Härjedalens domsagas valkrets. Därefter var landsbygdens valkretsindelning oförändrad till och med det sista valet med majoritetsval 1908.
Residensstaden Östersund delade valkrets med andra Norrlandsstäder i skiftande kombinationer. I valen 1866–1875 ingick Östersund i Sundsvalls och Östersunds valkrets, men flyttades i valet 1878 till Härnösands och Östersunds valkrets och därefter i extravalet 1887 till Östersunds och Hudiksvalls valkrets.
Vid införandet av proportionellt valsystem i valet 1911 avskaffades samtliga äldre andrakammarvalkretsar och länet indelades i Jämtlands läns norra valkrets och Jämtlands läns södra valkrets (med tre mandat vardera). Vid andrakammarvalet 1921 förenades länet slutligen till en enda sammanhållen valkrets med fem mandat i samtliga val.
Andrakammarvalet 1952 blev uppmärksammat eftersom det föreskrivna förfarandet vid röstsammanräkningen inte följdes i länet. Bondeförbundet överklagade då valet i Jämtlands län, och regeringsrätten beslöt att valet skulle göras om. Omvalet den 14 december 1952 (det så kallade luciavalet) ledde till att bondeförbundet återtog det mandat som i den underkända valomgången tillfallit folkpartiet. 

### Riksdagsledamöter i andra kammaren

#### 1922–1924
- Samuel Hedlund, högervilde 1922, lmb 1923–1924
- Per Persson, bf
- Johan Olofsson, lib s 1922–1923, fris 1924
- Carl Sehlin, lib s 1922–1923, fris 1924
- Verner Hedlund, s

#### 1925–1928
- Samuel Hedlund, lmb
- Per Persson, bf
- Johan Olofsson, fris
- Verner Hedlund, s
- Nils Olsson, s

#### 1929–1932
- Samuel Hedlund, lmb
- Per Persson, bf
- Johan Olofsson, fris
- Verner Hedlund, s
- Nils Olsson, s

#### 1933–1936
- Samuel Hedlund, lmb 1933–1934, h 1935–1936
- Per Persson, bf
- Johan Olofsson, fris 1933–1934, fp 1935–1936
- Verner Hedlund, s
- Nils Olsson, s

#### 1937–1940
- Samuel Hedlund, h
- Wilhelm Annér, fp
- Verner Hedlund, s
- Nils Larsson, s
- Nils Olsson, s

#### 1941–1944
- Samuel Hedlund, h (1/1–4/5 1941)
  - Andreas Andersson, h (19/5 1941–1944)
- Verner Hedlund, s
- Sigfrid Jonsson, s
- Nils Larsson, s
- Anna Lindqvist-Pettersson (från 1942 Ronnebäck), s

#### 1945–1948
- Andreas Andersson, h
- Nils Jönsson, bf
- Verner Hedlund, s
- Sigfrid Jonsson, s
- Nils Larsson, s

#### 1949–1952
- Nils Jönsson, bf
- Algot Gunnarsson, fp
- Verner Hedlund, s
- Sigfrid Jonsson, s
- Helge Lindström, s

#### 1953–1956
- Nils Agerberg, h
- Nils Jönsson, bf
- Sigfrid Jonsson, s
- Helge Lindström, s
- Birger Nilsson, s

#### 1957–vårsessionen 1958
- Nils Agerberg, h
- Elias Jönsson, fp
- Sigfrid Jonsson, s
- Helge Lindström, s
- Birger Nilsson, s

#### Höstsessionen 1958–1960
- Nils Agerberg, h
- Erik Larsson, c
- Sigfrid Jonsson, s
- Helge Lindström, s
- Birger Nilsson, s

#### 1961–1964
- Erik Larsson, c
- Elias Jönsson, fp
- Sigfrid Jonsson, s (1961–31/7 1962)
  - Svea Edin, s (13/8 1962–1964)
- Helge Lindström, s
- Birger Nilsson, s

#### 1965–1968
- Erik Larsson, c
- Elias Jönsson, fp
- Helge Lindström, s
- Birger Nilsson, s
- Valfrid Wikner, s

#### 1969–1970
- Erik Larsson, c (1968–6/10 1969)
  - Nils G. Åsling, c (9/10 1969–1970)
- Elias Jönsson, fp
- Sven Lindberg, s
- Birger Nilsson, s
- Valfrid Wikner, s